# Гонконгско-израильские отношения
Израильско-гонконгские отношения — двусторонние международные дипломатические отношения между Гонконгом и Израилем. У Израиля есть консульство в Гонконге, а Гонконг представлен Гонконгским экономическим и торговым бюро в дополнение к посольству КНР в Тель-Авиве.

## История
В 1958 году бизнесмен Виктор Зиринский был назначен израильским почетным консулом в Гонконге и прослужил в этой должности до установления формального дипломатического присутствия Израиля в 1985 году, когда был назначен генеральный консул для Гонконга и Макао. Интерес Гонконга в технических стартапах привел к усилению связей между двумя странами. InvestHK, отдел правительства специального административного региона Гонконг, заявил, что будет оказывать помощь израильским бизнесменам в их начинаниях в городе. Израильские стартапы были приняты в специальную программу развития, названную StartMeUpHK, которая предлагает инвестиции в объеме $500 000, поездку в Гонконг, программы наставничества с исполнительными директорами азиатских предприятий и посещение главных технических событий в регионе.
В 2015 году Израиль подписал соглашение с Гонконгом для увеличения сотрудничества в сфере технологии и научных исследованиях. Новая программа была основана для развития проектов по исследованиям в промышленном секторе. В Гонконге предприниматели получили финансирование через программу ESS (Enterprise Support Scheme), которой руководит фонд инноваций и технологии (Innovation and Technology Fund) (ITF); в Израиле финансированием занимается офис главного учёного при министерстве экономики и промышленности Израиля; программой руководит бюро главного учёного Израиля, а также израильский промышленный центр исследований и разработки (MATIMOP).
В 2013 году гонконгский миллиардер Ли Кашин пожертвовал $130 млн израильскому Техниону.
Спикер израильского парламента Юлий Эдельштейн посетил Гонконг в 2016 году для укрепления связей между странами. Он приветствовал дружественные отношения между странами.
В 2017 году один из ораторов собрания гонконгских полицейских офицеров и их сторонников сравнил проблемы работников полиции в инциденте с избиением Кена Тцанга с преследованием евреев во время Второй мировой войны. В то время как два этих случая с трудом можно сравнить, израильское консульство выразило сожаление по поводу данного комментария 23 февраля 2017 года. В ответ пресс-секретарь гонконгской полиции заявил, что комментарий спикера не отражает точку зрения всей организации.
В сентябре 2018 года Израиль посетил гонконгский министр финансов Джеймс Лао, финансовый секретарь этой страны Пол Чанг, а также крупная делегация представителей финансового сектора Гонконга. Они встретились с министром финансов Израиля Моше Кахлоном и договорились о сотрудничестве в области финансовых технологий, а также о продвижении договора о предотвращении двойного налогообложения.

## Туризм
Согласно гонконгскому секретарю по коммерческим отношениям и экономическому развитию, который посещал Израиль в ноябре 2016 года, израильтяне являются одним из самых крупных туристических рынков региона на Ближнем Востоке. Около 64 000 израильтян посетили Гонконг в 2015 году.
Cathay Pacific, национальный авиаперевозчик Гонконга объявил, что с марта 2017 года открывает прямое сообщение между Гонконгом и Тель-Авивом. 26 марта 2017 года в Тель-Авиве приземлился первый самолет авиакомпании Cathay Pacific, который привёз 280 гонконгских туристов в Израиль.